# Sandra Andersen Eira
Sandra Andersen Eira (Russenes, Porsanger, 21 de junio de 1986) es una pescadora y política sami noruega. Se incorporó a la Legión Internacional de Defensa Territorial de Ucrania.

## Trayectoria
De 2017 a 2021, fue miembro del Parlamento Sami de Noruega (Sametinget), elegida por la Asociación Sami de Noruega por el distrito electoral de Ávjovárri.
Tras finalizar su mandato en Sametinget, pasó un año viajando entre Estados Unidos y Noruega, durante el cual expansionó su negocio pesquero y participó en el documental titulado Sea Sisters. Durante la invasión rusa de Ucrania en 2022, se unió a un escuadrón de rangers mixto británico y estadounidense; formó parte del GUR como soldado. Actualmente trabaja en la Infantería de Marina de Ucrania como marinera. En septiembre de 2024, seguía luchando por Ucrania; había regresado a Noruega al menos una vez, durante unos días, para asistir a una sesión plenaria del Parlamento Sami de Noruega.
Andersen Eira participó, junto con su unidad, en la batalla de Moshchun, cerca de Kiev y en la línea del frente en Mykolaiv en marzo de 2022 y luego fue desplegada en Bakhmut, en el Donbass, por un breve período. Fue desplegada en el frente de Donetsk en 2023 y participó junto a unidades de las Fuerzas Armadas de Ucrania en la batalla de Krynky (2023/2024), una batalla que dejó al menos 1000 soldados ucranianos muertos o desaparecidos. En 2024, Rusia emitió una orden de arresto contra ella, acusándola de ser "mercenaria".